# Temporada de tifones del Pacífico de 2018
La temporada de tifones del Pacífico de 2018 fue un evento en el cual ciclones tropicales se formaron en el océano Pacífico noroccidental. La temporada estuvo activa durante este 2018, con mayor incidencia entre mayo y noviembre. El enfoque de este artículo está limitado para el océano Pacífico al norte del ecuador entre el meridiano 100° este y el meridiano 180°. La primera tormenta nombrada de la temporada, Bolaven, se formó el 3 de enero. El primer tifón de la temporada, Jelawat, alcanzó el estado de tifón el 29 de marzo y se convirtió en el primer súpertifón del año, horas después.
Dentro del océano Pacífico noroccidental, hay dos agencias quienes de forma separada asignan nombres a los ciclones tropicales de los cuales resultan en un ciclón con dos nombres. La Agencia Meteorológica de Japón nombra un ciclón tropical en el que se basarían en la velocidad de vientos sostenidos en 10 minutos de al menos 65 km/h, en cualquier área de la cuenca. Mientras que el Servicio de Administración Atmosférica, Geofísica y Astronómica de Filipinas (PAGASA) asigna nombres a los ciclones tropicales los cuales se mueven dentro o forma de una depresión tropical en el área de responsabilidad localizados entre 135° E y 115° E y también entre 5°-25° N, sí el ciclón haya tenido un nombre asignado por la Agencia Meteorológica de Japón. Las depresiones tropicales, que son monitoreadas por el Centro Conjunto de Advertencia de Tifones de Estados Unidos, son numerados agregándoles el sufijo "W".

## Pronósticos
| Pronósticos TSR Fecha     | Tormentas tropicales | Tifones totales     | CT Intensas       | ACE            | Ref   |
| ------------------------- | -------------------- | ------------------- | ----------------- | -------------- | ----- |
| Pronósticos (1965–2017)   | 26                   | 16                  | 9                 | 294            | [ 1 ] |
| 11 de mayo de 2018        | 27                   | 17                  | 9                 | 307            | [ 1 ] |
| 6 de julio de 2018        | 27                   | 17                  | 10                | 331            | [ 2 ] |
| Otros pronósticos (fecha) | Pronóstico central   | Periodo             | Periodo           | Sistemas       | Ref   |
| 15 de enero de 2018       | PAGASA               | Enero — marzo       | Enero — marzo     | 1–3 ciclones   | [ 3 ] |
| 15 de enero de 2018       | PAGASA               | Abril — junio       | Abril — junio     | 2–4 ciclones   | [ 3 ] |
| 15 de marzo de 2018       | VNCHMF               | Enero – diciembre   | Enero – diciembre | 12-13 ciclones | [ 4 ] |
| 23 de marzo de 2018       | HKO                  | Enero – diciembre   | Enero – diciembre | 5-8 ciclones   | [ 5 ] |
| 13 de julio de 2018       | PAGASA               | Julio-septiembre    | Julio-septiembre  | 6–8 ciclones   | [ 6 ] |
| 13 de julio de 2018       | PAGASA               | Octubre-diciembre   | Octubre-diciembre | 4–6 ciclones   | [ 6 ] |
| Temporada de 2018         | Pronóstico central   | Ciclones tropicales | Tormenta tropical | Tifones        | Ref   |
| Actividad actual          | JMA                  | 44                  | 28                | 13             |       |
| Actividad actual          | JTWC                 | 36                  | 30                | 16             |       |
| Actividad actual          | PAGASA               | 20                  | 15                | 6              |       |

Durante el año, varios servicios meteorológicos nacionales y agencias científicas pronostican cuántos ciclones tropicales, tormentas tropicales y tifones se formarán durante una temporada y/o cuántos ciclones tropicales afectarán a un país en particular. Estas agencias incluyeron el Consorcio de Riesgo de Tormenta Tropical (TSR) del University College de Londres, PAGASA y la Oficina Meteorológica Central de Taiwán. PAGASA también mencionó que La Niña sería efímera y predecía que duraría hasta febrero o abril.

### Pronósticos previos a la temporada
El primer pronóstico del año fue publicado por PAGASA durante el 15 de enero, dentro de sus perspectivas climáticas estacionales para el período de enero a junio. Estas puntualizaron a que se esperarían de uno a tres ciclones tropicales entre enero y marzo, mientras que se espera que se desarrollen entre dos y cuatro. o ingrese al Área de Responsabilidad de Filipinas entre abril y junio. El 15 de marzo, el Centro Nacional Vietnamita de Pronósticos Meteorológicos Hidroeléctricos (VNCHMF) predijo que aproximadamente entre doce y trece ciclones tropicales afectarían a Vietnam durante la temporada de 2018, que está por encima del promedio.

### Pronósticos durante la  temporada
El 23 de marzo, el Observatorio de Hong Kong predijo que de cinco a ocho ciclones tropicales se encontrarían dentro de los 500 kilómetros de Hong Kong, lo que es normal o superior a lo normal, con el primer ciclón tropical que afectó a Hong Kong en junio o antes. El 11 de mayo, el Tropical Storm Risk (TSR) emitió su primer pronóstico para la temporada, prediciendo que la temporada de 2018 sería una temporada ligeramente superior a la media, produciendo 27 tormentas nombradas, 17 tifones y nueve tifones intensos.

## Resumen de la temporada

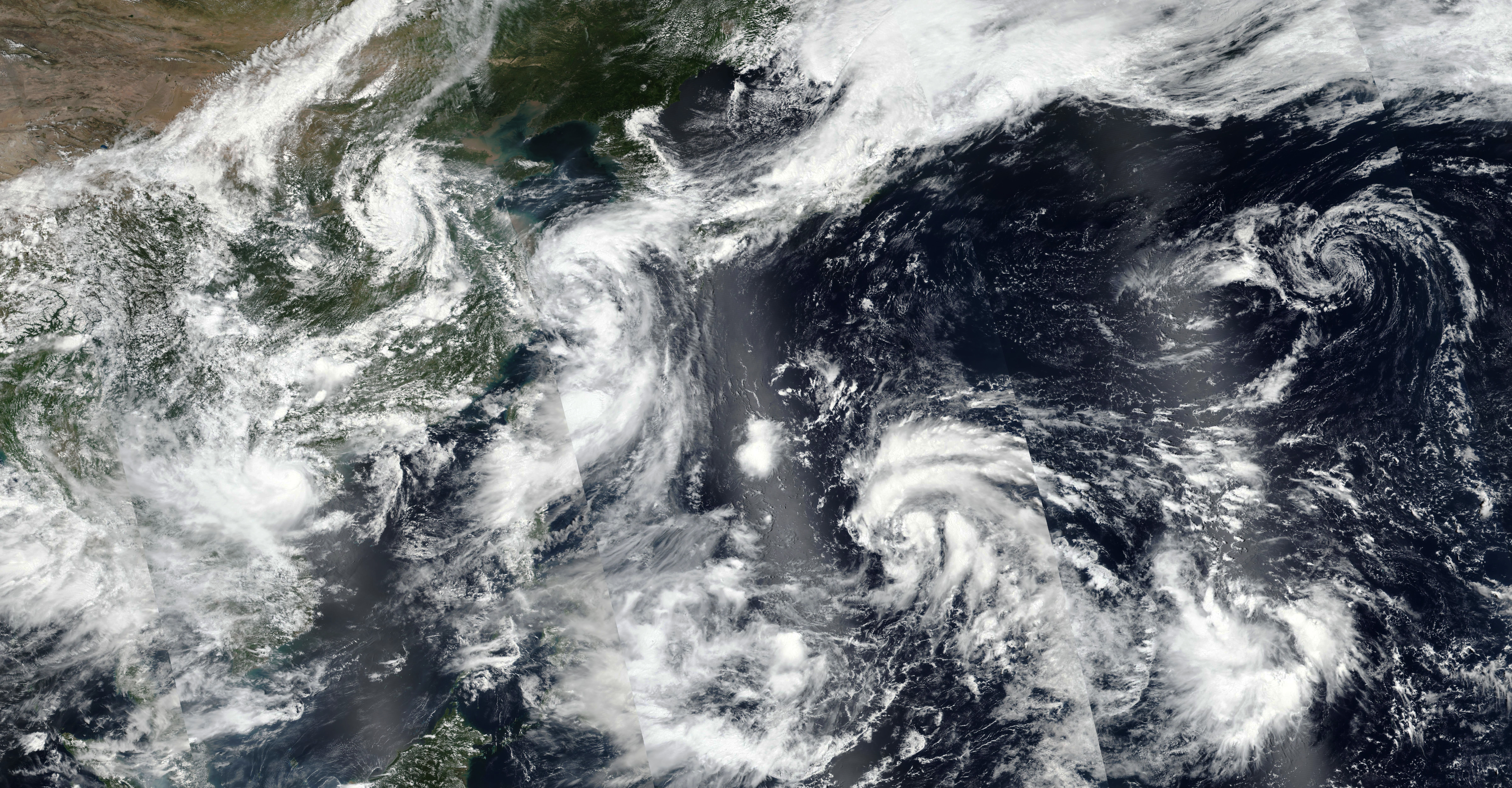
Seis ciclones tropicales activos el 16 de agosto de 2018: Bebinca (abajo a la izquierda), Yagi (arriba a la izquierda, por tierra) y Rumbia (centro-izquierda) que afectaron a China; Soulik (centro-derecha) y una depresión tropical (abajo a la derecha, precursora de Cimaron) cerca de las Islas Marianas; y un Héctor degenerado (arriba a la derecha) ubicado en el extremo noroeste del Pacífico

La temporada abrió con la tormenta tropical Agaton activo al este de Filipinas. En el transcurso de dos días, el sistema se trasladó al Mar de China Meridional y se intensificó hasta convertirse en la primera tormenta nombrada, Bolaven. Un mes después, se desarrolló la tormenta tropical Sanba y afectó el sur de Filipinas. Aproximadamente otro mes después, la depresión tropical Tres-W se formó en el Pacífico abierto y se llamó Jelawat. Jelawat se intensificó en el primer tifón de la temporada el 30 de marzo, y luego en el primer súper tifón de la temporada. La actividad tropical se disparó en junio, cuando se desarrolló una serie de tormentas y la tormenta tropical Ewiniar tocó tierra en China continental. Más tarde ese mes, el tifón Prapiroon se desarrolló y afectó a la península de Corea, el primero desde 2013. A partir de entonces, el tifón María se desarrolló y alcanzó su máxima intensidad como un súper tifón de categoría 5, siendo el primer tifón en alcanzar esa intensidad desde el tifón Nock-ten en 2016. El huracán Héctor del océano Pacífico cruzó la línea internacional de cambio de fecha el 13 de agosto, el primero en hacerlo desde Genevieve en 2014. Los sistemas como las tormentas tropicales Son-tinh, Ampil, Josie, Wukong, Jongdari, Shanshan, Yagi, Leepi, Bebinca y Rumbia se formaron entre finales de julio a principios de agosto.
El 16 de agosto de 2018, el tifón Soulik se desarrolló y se dirigió hacia el norte, hasta que una interacción de Fujiwhara con el tifón Cimaron (que se formó más tarde que Soulik) hizo que se dirigiera al oeste hacia el Mar de China Oriental. Más tarde tocó tierra en Corea del Sur, convirtiéndose en el primer tifón en tocar tierra en Corea del Sur desde el tifón Chaba en 2016. Cimaron tocó tierra cerca de Kioto en Japón, el 23 de agosto. Cuando Cimaron estaba a punto de tocar tierra, se formó la depresión tropical Luis, que tocó tierra en China y Taiwán. Más tarde ese mes, el tifón Jebi se desarrolló sobre el Pacífico occidental y se intensificó hasta convertirse en el tercer súper tifón de la temporada.
En septiembre, el tifón Mangkhut se convirtió en el cuarto súper tifón de la temporada y tocó tierra en la isla de Luzón en Filipinas. El mismo día, se formó la depresión tropical Neneng, que más tarde se convirtió en la tormenta tropical Barijat y tocó tierra en Vietnam. A fines de septiembre, se formó el tifón Trami, convirtiéndose en el quinto súper tifón de 2018. Mientras que el tifón Trami se encontraba en el Pacífico occidental, acercándose a Okinawa con vientos de 165 km/h (105 mph), se formó la depresión tropical Treinta-W y fue nombrado Kong-rey por la Agencia Meteorológica de Japón (JMA) después de convertirse en tormenta tropical. Se intensificó en un súper tifón el 2 de octubre, convirtiéndose en el quinto súper tifón de categoría 5. Más adelante en el mes, fue seguida por la sexta y última tormenta equivalente a categoría 5 de la temporada, Yutu.

## Ciclones tropicales

### Tormenta tropical Bolaven (Agatón)
Formando parte de la temporada de tifones en el Pacífico de 2017, la Agencia Meteorológica de Japón (JMA) comenzó a rastrear una depresión tropical débil que se había desarrollado a unos 172 km (107 millas) al sursudoeste de Palaos el 31 de diciembre de 2017. Para el 1 de enero de 2018, el PAGASA hizo lo mismo y dio el nombre local Agaton. A las 12:00 UTC del mismo día, la JMA comenzó a emitir avisos sobre el sistema, mientras que el Joint Typhoon Warning Center (JTWC) emitió una Alerta de Formación de Ciclones Tropicales. Seis horas después, el JTWC mejoró el sistema a una depresión tropical y dio la designación de 01W.
Las imágenes satelitales representaban un sistema de consolidación con convección profunda que oscurecía su centro de circulación de bajo nivel. Seis horas más tarde, el centro de la tormenta quedó parcialmente expuesto con una convección profunda que se cortaba debido a un ligero aumento de la cizalladura del viento. A las 18:00 UTC del 2 de enero, el sistema ya estaba ubicado en un área de cizalladura baja a moderada a medida que la tormenta emergía hacia el Mar del Sur de China. A pesar de que el JTWC ya predecía una tendencia al debilitamiento, el JMA finalmente mejoró el sistema a una tormenta tropical, llamándolo Bolaven, la primera tormenta con nombre de la temporada. La convección profunda permaneció desorganizada pero persistente a lo largo del día ya que su LLCC se mencionó anteriormente. A pesar de que las imágenes satelitales muestran una convección ardiente, la Agencia Meteorológica de Japón emitió su advertencia final sobre Bolaven, ya que se debilitó a una depresión tropical a principios del 4 de enero. El JTWC hizo lo mismo tres horas después de que el LLCC de Bolaven quedara totalmente expuesto a una convección deteriorada. La Agencia Meteorológica de Japón, sin embargo, mencionó los remanentes de Bolaven hasta que se disipó por completo a las 06:00 UTC del mismo día.
Bolaven es la tercera de tres tormentas consecutivas que impactaron enormemente en la mitad inferior del país después de las tormentas Kai-tak (Urduja) y Tembin (Vinta). El 1 de enero, inmediatamente después de que PAGASA comenzara a emitir avisos, Public Storm Warning Signal # 1 se colocó en diecisiete provincias, principalmente en la región de Caraga y la región de Dávao. Más tarde, la isla de Bohol se colocó en una "alerta roja alta" debido a posibles inundaciones, lo que provocó que 3 unidades del gobierno municipal municipal ordenaran la evacuación obligatoria de los residentes. A medida que la tormenta avanzaba hacia el oeste, Signal # 1 se extendió en las provincias inferiores de Visayas, Península de Zamboanga y Palawan, y mencionó que todas las áreas colocadas bajo la señal experimentarían lluvias "moderadas a fuertes" en 24 horas. El 2 de enero, se prohibió a los barcos del mar salir de la provincia de Cebú, mientras que el arroyo Mahiga comenzó a desbordarse.
Alrededor de 2.300 pasajeros quedaron varados en varios puertos, mientras que 34 buques de mar, incluidos 66 cargamentos rodantes, fueron suspendidos. Negros Oriental también experimentó cancelaciones de viajes en autobús cuando la tormenta atravesaba la parte sur del país. Aproximadamente 200 casas en la ciudad de Mandaue se inundaron. En Misamis Oriental, 23 familias que componían a unas 132 personas se vieron obligadas a evacuar debido a las inundaciones, mientras que algunas escuelas se anunciaron suspendidas para el 3 de enero. El sa ldo mortal por la tormenta fue de dos personas.

### Tormenta tropical Sanba (Baysang)
Un sistema de baja presión en movimiento hacia el oeste se convirtió en una depresión tropical al norte de Chuuk el 8 de febrero temprano. Se convirtió en una tormenta tropical el 11 de febrero, recibiendo el nombre internacional Sanba por la Agencia Meteorológica de Japón. Poco después, Sanba ingresó al área de responsabilidad filipina y recibió el nombre de Basyang por parte de PAGASA. El 13 de febrero, Sanba tocó tierra en Cortes, Filipinas, haciendo que se debilite a una depresión tropical. Al día siguiente, el sistema se debilitó aún más y se convirtió en un mínimo remanente a medida que las temperaturas de la superficie del mar caían por debajo de 27 °C en el Mar de China Meridional al oeste de las Filipinas. Sus restos trajeron lluvia a Palawan.
Aproximadamente 17,000 personas fueron afectadas por la tormenta. A partir del 16 de febrero, el número de muertos se sitúa en 14, mientras que los daños totales fueron de PHP 43.423 millones (USD $868 mil).

### Tifón Jelawat (Calóy)
El 17 de marzo de 2018, el Centro Conjunto de Advertencia de Tifones (JTWC) identificó una perturbación tropical a 185 kilómetros al oesnoroeste de Pohnpei, Estados Federados de Micronesia. La Agencia Meteorológica de Japón (JMA) lo categorizó como depresión tropical el 24 de marzo y la Centro Conjunto de Advertencia de Tifones (JTWC) lo denominó como la depresión tropical Tres-W, ubicado muy al oeste-suroeste de Chuuk. Localizado al noroeste de Yap, un buen frente de ráfaga y una convección profunda consolidada permitieron a su promoción, el 28 de marzo, a tormenta tropical con nombre: Jelawat (nombre aportado por Malasia y que es un pez de agua dulce de ese país). En solo 15 horas posteriores alcanzó la intensidad de tifón y 36 horas, según la Centro Conjunto de Advertencia de Tifones (JTWC), a supertifón, alcanzando su pico de intensidad a mediados del 30 de marzo. La influencia de temperatura superficial del mar en progresiva disminución, concomitante con su desplazamiento a latitudes más altas, entrada de aire seco al vórtice y un incremento de la cizalladura vertical de viento, causaron su deterioro estructural y funcional. Con su centro de circulación de magnitud baja expuesto y sin rastros de convección en éste, el 1 de abril, se declaró disipado al sistema.

### Depresión tropical Cuatro-W
Un área de baja presión al este de las Islas Marianas se mejoró a una depresión tropical por la Agencia Meteorológica de Japón última hora del 10 de mayo, poco antes de que el Centro Conjunto de Advertencia de Tifones emitiera una alerta de formación de ciclón tropical. Para el 12 de mayo, se observó una convección profunda cerca de su centro cuando el Centro Conjunto de Advertencia de Tifones comenzó a emitir avisos sobre el sistema con la designación 04W. Aproximadamente doce horas después, se informó que 04W se había intensificado en una tormenta tropical por el Centro Conjunto de Advertencia de Tifones después de que las imágenes de satélite se hubieran representado en un centro bien definido. Siguiendo un rumbo de dirección oesnoroeste, el sistema comenzó a debilitarse cuando comenzó a ingresar en un área de condiciones desfavorables.
Por lo tanto, 04W se debilitó rápidamente ya que el Centro Conjunto de Advertencia de Tifones emitió su aviso final sobre el sistema a principios del 14 de mayo, ya que el sistema mostraba un centro muy alargado y expuesto, debido a la fuerte cizalladura del viento. La Agencia Meteorológica de Japón, sin embargo, rastreó el sistema hasta el 15 de mayo temprano, cuando finalmente se disipó.

### Tormenta tropical Ewiniar
El Centro Conjunto de Advertencia de Tifones (JTWC) comenzó a rastrear un disturbio tropical que se había desarrollado a unos 139 millas (86 km) al sureste de Puerto Princesa, Palawan.  En este punto, el sistema estaba ubicado en un entorno muy favorable con una cizalladura del viento relativamente baja entre 5-10 nudos y temperatura de la superficie del mar (TSM) de más de 31°C (88°F). El Centro Conjunto de Advertencia de Tifones luego emitió una alerta de formación de ciclones tropicales para el sistema al día siguiente. En la medianoche del 2 de junio, la Agencia Meteorológica de Japón (JMA) clasificó el sistema como una depresión tropical y comenzó a emitir avisos, estimando vientos sostenidos de 10 minutos a aproximadamente 55 km/h (35 mph). Nueve horas más tarde, el Centro Conjunto de Advertencia de Tifones hizo lo mismo y dio el identificador 05W. La convección solo fue limitada ya que estaba envolviendo el centro de circulación de bajo nivel del sistema. El 3 de junio, 05W entró en un entorno desfavorable con cizalladura del viento de moderada alta, a pesar de las temperaturas cálidas de las temperaturas de la superficie del mar. Debido a esto, la convección profunda se secó lejos del centro, lo que contribuyó a exponer y alargar el centro de circulación de bajo nivel del sistema.
05W se mantuvo como una depresión tropical débil debido a la alta cizalladura continua hasta el 5 de junio, cuando el sistema comenzó a reorganizarse con una convección mejorada y más profunda mientras se encontraba en un área donde se había reducido la cizalladura. La convección de abocardado continuo junto con una cizalladura más débil provocó que el Centro Conjunto de Advertencia de Tifones actualizara 05W a una tormenta tropical a las 21:00 UTC del mismo día. En la medianoche del 6 de junio, la Agencia Meteorológica de Japón mejoró el sistema a una tormenta tropical también, recibiendo el nombre de Ewiniar, la cuarta tormenta con nombre de la temporada. Alrededor de ese tiempo, las imágenes satelitales habían representado una creciente nubosidad central densa donde estaba oscureciendo su centro de circulación de bajo nivel del sistema. De acuerdo con el JTWC, sin embargo, a las 09:00 UTC de ese día, la convección profunda había disminuido ligeramente lo que causó que la tormenta se debilitara de nuevo a una depresión tropical.
A las 06:00 UTC del 7 de junio, la JMA había declarado que Ewiniar había alcanzado su intensidad máxima con vientos sostenidos de 10 minutos de 75 km/h (45 mph) junto con una presión barométrica mínima de 998 hPa (29,47 inHg). En ese mismo tiempo, el JTWC re-actualizó a Ewiniar a una tormenta tropical cuando la convección se había profundizado de nuevo, con un pico de 1 minuto reconocido de solo 65 km/h (40 mph). Aunque seis horas después, las imágenes de satélite mostraban que las bandas convectivas comenzaron a decaer cuando Ewiniar se acercaba a la costa del sur de China. y esto llevó al JTWC a emitir su advertencia final sobre Ewiniar a las 21:00 UTC del mismo día. El JMA, sin embargo, rastreó el sistema hasta la medianoche del 9 de junio cuando el sistema se disipó rápidamente por tocar tierra.
El 6 de junio, las cantidades de lluvia registradas en la isla de Hainan se promediaron alrededor de 100-200 mm (4-8 pulgadas) con algunas reportadas de hasta 300 mm (12 pulgadas) en algunas áreas. A las 12:40 p. m. hora local (04:00 UTC) del 7 de junio, el Observatorio de Hong Kong (HKO) emitió "Typhoon Signal No.3", con vientos advertidos y esperados entre 41-62 km/h (25-39 mph). El Buró de Educación había declarado que las clases de jardín de infantes y escuelas con necesidades especiales estarán cerradas durante el día debido a la tormenta, mientras que algunas playas se cerraron debido a las fuertes olas. Además, HKO había registrado una precipitación total de 1 hora de 70 mm (0,4 pulgadas) en el distrito de Sha Tin.

### Tormenta tropical severa Maliksi (Domeng)
Un área de baja presión al noroeste de Palaos se convirtió en una depresión tropical el 4 de junio. Al día siguiente, el sistema recibió el nombre Domeng de PAGASA, mientras que el Centro Conjunto de Advertencia de Tifones emitió un alerta de ciclón tropical para el sistema.
A pesar de no tocar tierra en Filipinas, Maliksi incitó a la PAGASA a declarar el inicio oficial de la temporada de lluvias el 8 de junio. Dos personas murieron por las fuertes lluvias monzónicas, mejoradas por Maliksi, en Filipinas.

### Tormenta tropical 07W
Una perturbación se formó al suroeste de Taiwán el 12 de junio, justo dentro del frente meiyu, y el Centro Conjunto de Advertencia de Tifones indicó una depresión subtropical posteriormente. A última hora del 13 de junio, cuando el sistema había rastreado hacia el este y luego hacia el noreste hasta las islas Yaeyama, el JTWC comenzó a emitir una advertencia al sistema ya que se analizó como una depresión completamente tropical y luego se convirtió en una tormenta tropical a principios del 14 de junio. Sin embargo, la Agencia Meteorológica de Japón mantuvo el sistema como un bajo ciclón extratropical incrustado en el frente estacionario.

### Tormenta tropical Gaemi (Ester)
El 13 de junio, se formó una depresión tropical en el mar del sur de China, desde el valle de la tormenta tropical 07W. El 14 de junio, la PAGASA anunció que había ingresado al Área de Responsabilidad de Filipinas, y le asignó el nombre de Ester. La depresión tropical Ester (08W) tocó tierra antes de la medianoche, se intensificó en una tormenta tropical, se llamaba Gaemi. El 16 de junio, Gaemi se volvió en un ciclón extratropical. El 19 de junio, el NDRRMC informó que 3 personas habían muerto por lluvias monzónicas mejoradas por Gaemi.

### Tifón Prapiroon (Florita)
Un área de baja presión al oeste de Okinotorishima se convirtió en una depresión tropical el 28 de junio. Al día siguiente, PAGASA comenzó a emitir advories, dando el nombre de Florita. 6 horas después, Florita se convirtió en una tormenta tropical, con la Agencia Meteorológica de Japón asignando Prapiroon para el nombre internacional. El 30 de junio, Prapiroon comenzó a intensificarse en una tormenta tropical. Para el 2 de julio, Prapiroon se convirtió en un tifón de categoría 1, cerca de Japón y Corea del Sur. Para el 3 de julio, el tifón Prapiroon tenía la intensidad máxima. El mismo día, Prapiroon tocó tierra en Japón. Después de tocar tierra, Prapiroon brevemente se debilitó a una tormenta tropical. El 4 de julio, JMA y JTWC informaron que Prapiroon se había disipado.
Solo una persona ha muerto hasta el momento, en Corea del Sur.

### Tifón María (Gardo)
Una perturbación tropical se formó en las Islas Marshall a última hora del 26 de junio. Después del lento desarrollo y la deriva hacia el oeste durante cinco días, el Centro Conjunto de Advertencia de Tifones (JTWC) emitió una alerta de formación de ciclón tropical el 2 de julio y actualizó el sistema a una depresión tropical con la designación 10W más tarde ese mismo día. El 3 de julio, la Agencia Meteorológica de Japón mejoró el área de baja presión en una depresión tropical al sureste de Guam y posteriormente comenzó a emitir avisos de ciclones tropicales. Las condiciones ambientales favorables, incluida la cizalladura vertical moderada del viento, la salida de los polos mejorada por las celdas de la troposfera superior tropical (TUTT) situadas al noreste y al noroeste, temperaturas de la superficie del mar entre 30 y 31 °C, contribuyeron al desarrollo del sistema el 4 de julio. Como resultado, la Agencia Meteorológica de Japón lo actualizó a una tormenta tropical y le asignó el nombre internacional María alrededor de las 12:00 UTC, y JTWC también lo actualizó a una tormenta tropical.
Seis horas después, cuando la tormenta azotó a Guam directamente alrededor de las 18:00 UTC, las observaciones de superficie en la base de la Base de la Fuerza Aérea Andersen registraron vientos máximos sostenidos de un minuto a 50 nudos (93 km/h; 58 mph) y la presión mínima a 984 hPa (29.06 inHg), lo que indica un sistema de consolidación rápida. El 5 de julio, María se desplazó hacia el noroeste lentamente bajo las influencias de una débil cresta de dirección orientada de norte a sur y una fuerte cresta subtropical orientada de este a oeste, atrincherada al norte. Después de ser actualizado a una tormenta tropical severa por la Agencia Meteorológica de Japón y un tifón por el Centro Conjunto de Advertencia de Tifones al mismo día, María comenzó una intensificación extremadamente rápida gracias a las condiciones favorables. Un ojo había sido capturado por imágenes de microondas antes de que Agencia Meteorológica de Japón actualizara a María a un tifón en la tarde (a primera hora de la mañana del día siguiente). El Centro Conjunto de Advertencia de Tifones elevó a María a un súper tifón e informó que alcanzó su (primera) intensidad máxima con vientos máximos sostenidos de un minuto a 260 km/h (160 mph) alrededor de la medianoche del 6 de julio, también el primer ciclón tropical de categoría 5 equivalente en el hemisferio norte desde el huracán epónimo en el Océano Atlántico en septiembre de 2017.
María dañó varios aviones KC-135 en la Base de la Fuerza Aérea Andersen cuando barrió Guam como una tormenta tropical el 4 de julio. El 9 de julio, durante el día, el tifón María se vio afectado por el asentamiento de la periferia de María. El norte de Taiwán en general era cálido, el Área del Gran Taipéi midió una temperatura alta de 37.8 grados Celsius, Taoyuan también midió la temperatura de 37.4 grados Celsius. Alrededor de las 09:10 CST (01:10 UTC) del 11 de julio, Maria tocó tierra en la península de Huangqi (zh) del condado de Lianjiang, Fuzhou en Fujian, China, con vientos máximos sostenidos de diez minutos a 155 km/h (100 mph) y la presión central a 955 hPa (28.20 inHg).

### Tormenta tropical Son-Tinh (Henry)
Un área de baja presión se convirtió en depresión tropical el 15 de julio al noroeste de Manila. La JTWC lo designó como la depresión tropical Once-W, mientras que la PAGASA lo nombró: Henry. A medida que el sistema se desplazaba rápidamente al oeste, el sistema se intensificó gradualmente y fue declarada como tormenta tropical el 17 de julio, con el nombramiento de la JMA como: Son-Tinh (Nombre que hace referencia al dios de las montañas de la mitología vietnamita). Aunque después y debido a la influencia moderada de una cizalladura de viento moderada, se debilitó levemente. Durante el siguiente día, sin embargo, la tormenta se fortaleció ligeramente sobre el golfo de Tonkín debido a su temperatura superficial del mar cálida, antes de tocar tierra sobre el norte de Vietnam. Ambas agencias emitieron sus avisos finales el 19 de julio, cuando el sistema se debilitó a una baja presión remanente y su disipación final dos días después.

### Tormenta tropical severa Ampil (Inday)
El 17 de julio, se desarrolló una depresión tropical débil sobre el mar de las Filipinas. Con alguna convección profunda y su localización en ambiente favorable, la JTWC empezó a monitorizar el sistema, designándolo como la depresión tropical Doce-W. Al día siguiente, la PAGASA lo nombró localmente como Inday. Para las 12:00 UTC del 18 de julio, el sistema se había intensificado a tormenta tropical y fue nombrada: Ampil (nombre aportado por Camboya que sigifica tamarindo) A medida que el Ampil se desplazaba en dirección norte, la estructura del ciclón se amplió a merced de su convección profunda. A pesar de no tener energía térmica oceánica no favorable, la tormenta permaneció relativamente sobre temperatura superficial del mar relativamente cálida, con una convección profunda aceptable, por lo tanto, el Ampil fue clasificado como tormenta tropical severa. Con una convección profunda mejorada, la JTWC midió el pico de intensidad de vientos máximos durante un minuto de 95 km/h. También alcanzó una presión mínima de 985 hPa y mantuvo esta intensidad en pocos días, a pesar de su cambio en su dirección de desplazamiento. El 21 de julio, el centro del sistema se expuso y todo el ciclón se debilitó. Al día siguiente, la JMA degradó al Ampil a depresión tropical cuando este último tocó tierra sobre China con falta de convección. El Ampil se debilitó aún más a depresión tropical el 23 de julio y ambas agencias emitieron sus respectivos avisos finales.
Se registraron lluvias torreciales en la provincia de Shandong, acumulando 237 milímetros en Tianjin causando inundaciones significativas en 31.600 hectáreas de cultivos y afectando a 260.000 personas. Una persona murió en China y las pérdidas ascendieron a los 175,2 millones de dólares (2018).

### Depresión tropical 13W (Josie)
La depresión tropical 13W se formó a partir de una baja presión el 20 de julio. Fue numerado por la JTWC al día siguiente y nombrado: Josie por la PAGASA. A pesar de encontrarse en un entorno muy favorable, la depresión no pudo aprovecharla para fortalecerse y finalmente una cizalladura de viento intensa causó su disipación el 23 de julio.

### Tormenta tropical severa Wukong
A finales del 21 de julio, la JTWC empezó a emitir avisos sobre la depresión tropical Catorce-W, que se formó a 603 kilómetros al estesureste de la isla japonesa de Minamitorishima. Por su parte la JMA empezó a monitorizarlo a inicios del día siguiente. A finales del 22 de julio, la JTWC promovió al sistema a tormenta tropical, a pesar de que la convección profunda había sido cizallada y localizada al noreste de una cizalladura de viento infavorable. Dentro de las 24 horas, El Catorce-W empezó a organizar mejor su convección profunda y oscurecer su centro de circulación de magnitud baja, y a las 12:00 UTC del 23 de julio, la JMA lo promovió a tormenta tropical y lo nombró: Wukong, cuyo nombre se refiere a un héroe chino famoso. Desplazándose, el Wukong gradualmente se intensificó mientras entraba en un ámbiente muy favorable con una cizalladura de viento débil y, el 25 de julio, la JMA lo promovió a tormenta tropical severa. Nueve horas después, la JTWC lo promovió a tifón de categoría uno, evidenciado en que, las imágenes de satélite mostraron un ojo rasgado de 30 millas náuticas. En el transcurso del 26 de julio, ambas agencias emitieron sus respectivos avisos finales del Wukong, cuando éste se transformó en un ciclón extratropical. Sus remanentes fueron observados por última vez, mientras se encontraban en la costa del Extremo Oriente Ruso.

### Depresión tropical 16W
Una perturbación tropical se formó a 807 kilómetros al nornoreste de la isla de Iwo To el 29 de julio. La JTWC lo promovió como la depresión tropical Dieciséis-W al siguiente día, luego que su estructura convectiva había ligeramente mejorado a pesar de encontrarse cerca de una cizalladura de viento de moderada a fuerte. Para el 31 de julio, la JMA hizo lo mismo y su centro de circulación se expuso con su convección debido a la cizalladura persistente. Originalmente se pensó que el sistema alcanzaría la categoría de tormenta tropical, pero la estructura de la depresión se hizo más asimétrica y su centro muy cizallado. La JTWC emitió su aviso final a las 21:00 UTC de aquel día, luego que la depresión se transformara en ciclón subtropical, aunque ambas agencias continuaron monitorizándolo hasta el 2 de agosto.

### Tormenta tropical Yagi (Karding)
Una perturbación tropical persistió al el suroeste de la isla de Iwo To el 1 de agosto. Después de cinco días, el sistema finalmente se fortaleció a depresión tropical según la JMA y por la JTWC tiempo después, designándolo como 18W. La PAGASA, también inició a emitir boletines sobre el sistema, nombrándolo localmente como Karding. La depresión mantuvo tal intensidad debido a la influencia de una cizalladura vertical de viento moderada a fuerte, a pesar de su convección rodeada al centro de circulacón. Para el 8 de agosto, una imagen de satélite procesada en METOP-A ASCAT, mostró que el sistema mostraba vientos de 35 nudos, por lo que la JTWC lo promovió a tormenta tropical. La JMA hizo lo mismo y lo nombró: Yagi (nombre aportado por Japón y se refiere al signo Capricornio). Al día siguiente, la tormenta Yagi continuó sinuosamente al noroeste, mientras continuaba batallando con la cizalladura de viento que le impedía fortalecerse. Aunque el 11 de agosto a las 12:00 UTC, alcanzó su pico de intensidad de vientos en 10 minutos de 75 km/h y presión mínima de 990 hPa. Por su parte, el JTWC declaró que el Yagi alcanzó su pico de vientos en 1 minutod e 85 km/h, luego que la tormenta mejorara su estructura ciclónica. El Yagi tocó tierra sobre Wenling, Taizhou, de la provincia de Zhejiang, alrededor de las 23:35 tiempo local (15:35 UTC) del 12 de agosto. Para las 21:00 UTC de aquel día, la JTWC emitió su aviso final sobre el Yagi, pero continuó monitoreándolo hasta que se debilitó a depresión tropical a inicios del 13 de agosto. La JMA hizo lo mismo a las 06:00 UTC, pero continuó monitoreándolo hasta que se convirtió en ciclón extratropical el 15 de agosto.
Aunque el Yagi, no tocó tierra sobre las Filipinas, la tormenta se asoció al monzón del suroeste, el cual trajo inundaciones severa en muchas regiones del país. Según el NDRRMC, dos personas murieron con daños de $18,7 millones en el informe del 26 de agosto. En el este de China, la tormenta dejó dos personas muertas y daños de $55,5 millones.

### Tormenta tropical Héctor
El 13 de agosto, la tormenta tropical Héctor cruzó la línea internacional de cambio de fecha, proveniente de la cuenca del Pacífico Central. Debido al constante asedio de cizalladura del viento al sureste, el Héctor continuó debilitándose durante el día siguiente, también influenciado por el menor contenido de calor oceánico y aire seco cercano. El sistema se volvió cada vez más desorganizado, y el Centro Conjunto de Advertencia de Tifones emitió su último aviso sobre Héctor el 15 de agosto, a medida que el sistema se debilitaba hasta convertirse en una depresión tropical. Después, el Héctor giró hacia el norte alrededor del borde de la cresta subtropical antes mencionada, mientras continuaba debilitándose. La Agencia Meteorológica de Japón notó al Héctor por última vez el 16 de agosto, cuando la tormenta se disipó.

### Tormenta tropical Rumbia
El 15 de agosto, una depresión tropical en el mar del este de China se fortaleció en la tormenta tropical Rumbia. Poco después de alcanzar la intensidad máxima en la Bahía de Hangzhou el 16 de agosto, Rumbia tocó tierra en la Nueva Área de Pudong, Shanghái, China, alrededor de las 04:05 CST del 17 de agosto (20:05 UTC), convirtiéndose en la tercera tormenta tropical que golpeó a Shanghái en 2018. [116] Rumbia mató a un total de 22 personas en el este de China y las pérdidas económicas totales se estimaron en CN ￥ 9,2 mil millones (US $ 1,34 mil millones). [117] [118] Shouguang recibió 174.7 mm (6.88 pulgadas) de lluvia y fue particularmente afectado, con 10,000 casas destruidas y 13 personas muertas. La ciudad es considerada como el mayor productor de verduras y agricultura del país y sufrió enormes pérdidas; 200,000 invernaderos sufrieron daños. Aguas arriba en la caída del río Mi alcanzó 241.6 mm (9.51 in) y causó inundaciones significativas. Los niveles de agua en tres embalses aumentaron peligrosamente, lo que llevó a los funcionarios a liberar el exceso de agua para evitar el colapso. El aumento resultante aguas abajo agravó la inundación en Shouguang. Los restos extratropicales de Rumbia se rastrearon por última vez al noreste de Hokkaido antes de disiparse finalmente en la costa del Lejano Oriente ruso [118].

### Tifón Trami (Paeng)
Una perturbación tropical se formó al este de Guam el 20 de septiembre, al día siguiente el sistema se consolidó y debido a las cálidas aguas de 29 grados celsius, se transformó en la depresión tropical 28-W, el sistema siguió intensificandose y en la tarde del 21 de septiembre fue clasificado como una tormenta tropical con vientos sostenidos de 65 km/h (40 mph) (durante 1 minuto), y una presión de 1000 mb (hPa; 29.53 inHg), por lo tanto fue nombrado como la Tormenta Tropical Trami, el sistema se siguió intensificando durante la noche y se convirtió en tormenta tropical severa en la mañana del 22 de septiembre por la JMA, a lo largo del día su intensidad no varió mucho, hasta que por la noche alcanzó vientos de 120 km/h, con lo cual, fue clasificado como el décimo tifón de la temporada y ascendió a categoría 1. A partir de aquí, Trami comenzó su fase de rápida intensificación ya que siguió intensificando el sábado noche y gran parte del domingo, el domingo por la mañana alcanzó la categoría 2, con vientos de 175 km/h, a partir de ahí se empezó a formar un ojo bastante pequeño en compración con otros tifones de la temporada de unos 9 km de diámetro. A medida que se iva acercando a Filipinas, fue nombrado con nombre local de Paeng.

### Tifón Yutu (Rosita)
A principios del 21 de octubre de 2018, se desarrolló una depresión tropical al este de Guam y las Islas Marianas del Norte, con las advertencias de inicio de JMA en el sistema. Poco después, el JTWC asignó a la tormenta el identificador 31W. El sistema comenzó a fortalecerse, convirtiéndose en una tormenta tropical varias horas después, y la JMA llamó al sistema Yutu. Las condiciones favorables, incluida la baja cizalladura del viento y las altas temperaturas de la superficie del océano, permitieron que Yutu se intensificara explosivamente al día siguiente, con la tormenta alcanzando una fuerte intensidad de tormenta tropical y luego la intensidad del tifón unas horas más tarde. Del 23 al 24 de octubre, Yutu continuó organizándose e intensificándose explosivamente, llegando a la categoría 5. Súper tifón de intensidad el 24 de octubre. El tifón continuó fortaleciéndose y mostró una estructura convectiva saludable, mientras avanzaba hacia la isla de Saipán.
Alrededor de las 2:00 a. m. hora local del 25 de octubre, el tifón Yutu tocó tierra en Tinian, justo al sur de Saipán, en intensidad de Categoría 5, con vientos sostenidos de 1 minuto de 285 km / h (180 mph), convirtiéndose en el más poderosa tormenta registrada para impactar las islas Marianas del norte .El 25 de octubre, el sistema se sometió a un ciclo de reemplazo de la pared del ojo, lo que hizo que se debilitara a medida que avanzaba hacia el oeste. Al día siguiente, terminó, y el sistema recuperó la intensidad de la Categoría 5 a las 15:00 UTC. Entró en el Área de Responsabilidad de Filipinas de PAGASA o PAR el sábado temprano, y fue nombrada Rosita.

## Otras tormentas
- El 4 de junio, la Agencia Meteorológica de Japón comenzó a rastrear una depresión tropical débil que se había formado al noreste de Yap.[146] Sin embargo, el sistema fue absorbido el tifón Maliksi al día siguiente.[75]
- Después de que Gaemi se volviera un ciclón extratropical, una depresión tropical se formó al sur de Hong Kong el 17 de junio temprano y se disipó un día más tarde en la costa este de Guangdong, China.[147][148]

## Nombres de los ciclones tropicales
Dentro del océano Pacífico noroccidental, ambos la JMA y PAGASA asigna nombres a los ciclones tropicales que se forman en el Pacífico occidental, los cuales resultan en un ciclón tropical con dos nombres. El Centro Meteorológico Regional Especializado de la Agencia Meteorológica de Japón - Typhoon Center asigna nombres internacionales a ciclones tropicales en nombre del comité de tifones de la Organización Meteorológica Mundial, deben de ser revisados si tienen una velocidad de vientos sostenidas en 10 minutos de 65 km/h. Los nombres de ciclones tropicales muy destructivos son retirados, por PAGASA y el Comité de Tifones. En caso de que la lista de nombres para la región filipina se agote, los nombres serán tomados de una lista auxiliar en el cual los primeros diez son publicados en cada temporada. Los nombres no usados están marcados con gris y los nombres en letra normal son de las tormentas formadas.

### Nombres internacionales
Los ciclones tropicales fueron nombrados de la siguiente lista del Centro Meteorológico Regional Especializado en Tokio, una vez que alcanzan la fuerza de tormenta tropical. Los nombres son aportados por miembros de la ESCAP/WMO Typhoon Committee. Cada miembro de las 14 naciones o territorios contribuyen con 10 nombres, que se usan en orden alfabético, por el nombre del país en inglés (p.ej. China, Federated States of Micronesia, Japan, South Korea, United States, etc.). Los siguientes nombres son:
| - Bolaven (1801) - Sanba (1802) - Jelawat (1803) - Ewiniar (1804) - Maliksi (1805) - Gaemi (1806) - Prapiroon (1807) | - María (1808) - Son-Tinh (1809) - Ampil (1810) - Wukong (1811) - Jongdari (1812) - Shanshan (1813) - Yagi (1814) | - Leepi (1815) - Bebinca (1816) - Rumbia (1818) - Soulik (1819) - Cimarón (1820) - Jebi (1821) - Mangkhut (1822) | - Barijat (1823) - Trami (1824) - Kong-rey (1825) - Yutu (1826) - Toraji (1827) - Man-yi (1828) - Usagi (1829) |

#### Ciclones provenientes de otras regiones
Los ciclones que entran al Pacífico occidental provenientes de otras regiones (océano Índico, Pacífico oriental y central) conservan sus nombres originales y son designados numeralmente por la JMA.
| - Héctor (1817) |

### Filipinas
La PAGASA usa sus propios nombres para los ciclones tropicales en su área de responsabilidad. Ellos asignan nombres a las depresiones tropicales que se formen dentro de su área de responsabilidad y otro ciclón tropical que se mueva dentro de su área de responsabilidad. En caso de que la lista de nombres dadas a un año sean insuficientes, los nombres de la lista auxiliar serían tomados, los primeros diez de los cuales son publicados cada año antes que la temporada empiece. Los nombres no retirados serán usados en la temporada del 2022. Esta es la misma lista usada en la temporada del 2014, con la excepción de Gardo, Josie, Maymay, Rosita y Samuel que reemplazaron a Glenda,  José,  Mario, Ruby, Seniang Los nombres no usados están marcados con gris.
| - Agatón (1801) - Basyang (1802) - Calóy (1803) - Domeng (1805) - Ester (1806) | - Florita (1807) - Gardo (1808) - Henry (1809) - Inday (1810) - Josie | - Karding (1814) - Luis - Maymay (1821) - Neneng (1823) - Ompong (1822) | - Paeng (1823) - Queenie (1825) - Rosita (1826) - Samuel (1827) - Tomás (1828) | - Usmán (sin usar) - Venus (sin usar) - Waldo (sin usar) - Yayang (sin usar) - Zeny (sin usar) |

Lista auxiliar

| - Alakdan (sin usar) - Bagwis (sin usar) | - Chito (sin usar) - Diego (sin usar) | - Elena (sin usar) - Felino (sin usar) | - Gunding (sin usar) - Harriet (sin usar) | - Indang (sin usar) - Jessa (sin usar) |